# Foton Tunland
Foton Tunland (известный также, как Foton FT-500/Foton Terracota/Foton Thunder) — высокорамный пикап-внедорожник китайской компании Beiqi Foton Motor Ltd, серийно выпускаемый с 2011 года.

## Описание
Автомобиль изготавливается в трёх вариантах кабин: 2-х дверная короткая, 2-х дверная длинная и 4-х дверная длинная, комплектуется турбо-дизельным двигателем Cummins ISF 2.8 объёмом 2,8 л, мощностью 161 л. с. или лицензионным бензиновым двигателем Mitsubishi 4g69 объёмом 2,4 л, мощностью 136 л. с., работающим в паре с 5-ст. механической коробкой передач и задним или полным приводом Part Time с раздаточной коробкой с пониженным рядом передач и независимой передней подвеской. Для переключения привода используются кнопки типа 2H (задний привод), 4H (полный привод) и 4L (полный привод на гипоидной главной передаче).
В 2018 году автомобиль Foton Tunland прошёл фейслифтинг.
В 2019 году дебютировала новая модель Foton Tunland F9 с дизельными и бензиновыми турбодвигателями объёмом 2 л. Существуют также модели Tunland Shengtu 5 и Shengtu 7.
В сентябре 2020 года на автосалоне в Пекине представили Foton General, являющийся модификацией Tunland.

## Foton Tunland Yutu
Foton Tunland Yutu (кит. 拓陆者 驭途) — пикап, выпускаемый компанией Foton с 2019 года. Семейство включает в себя модификации Yutu 8 и Yutu 9. С 2022 года выпускается также General F9.
Максимальная скорость автомобиля составляет 165 км/ч. Базовые модели производятся с 6-ступенчатой механической трансмиссией, тогда как у моделей General F9 8-ступенчатая трансмиссия.
С 11 февраля 2022 года производится электромобиль.

## Галерея

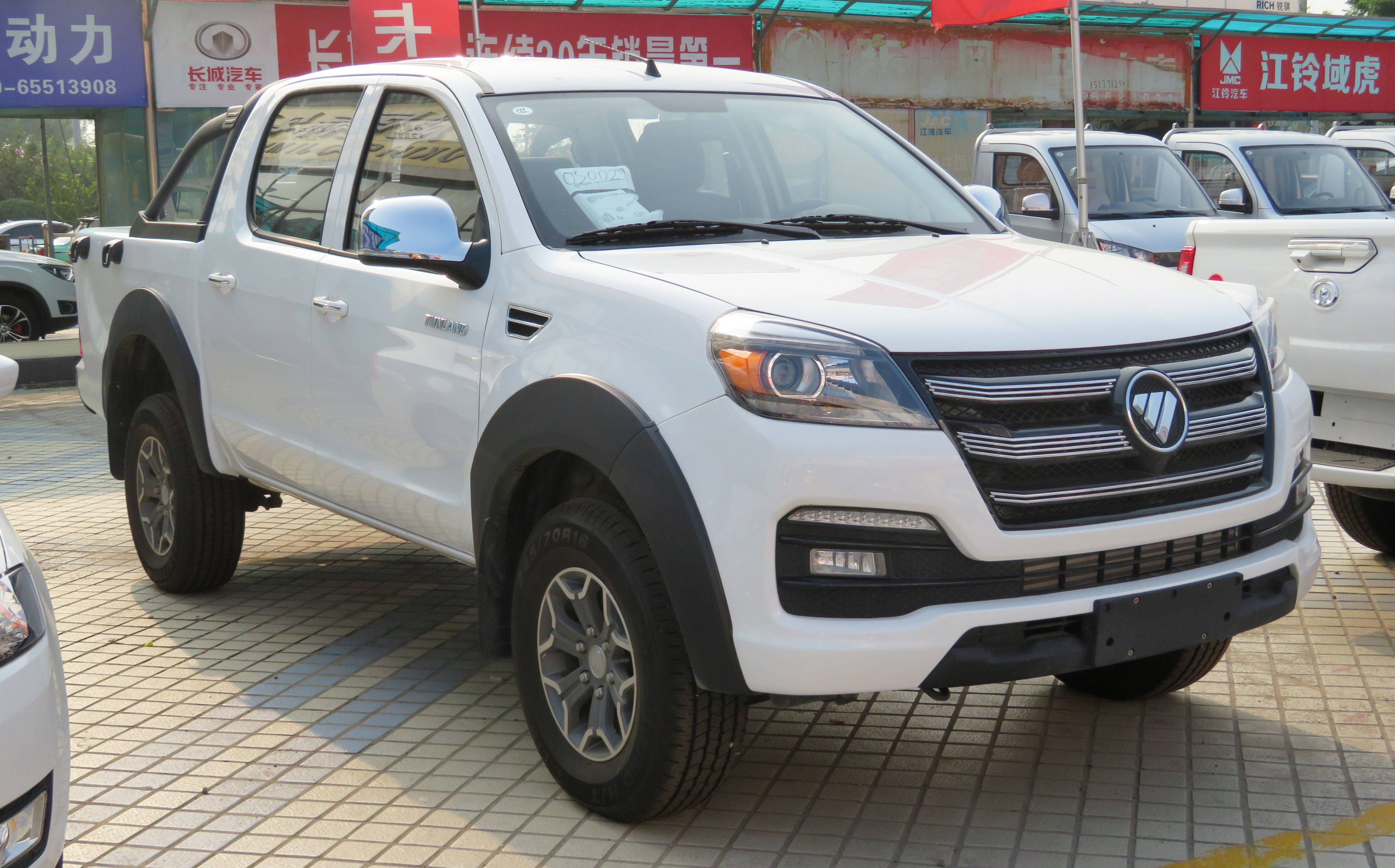
Foton Tunland E5
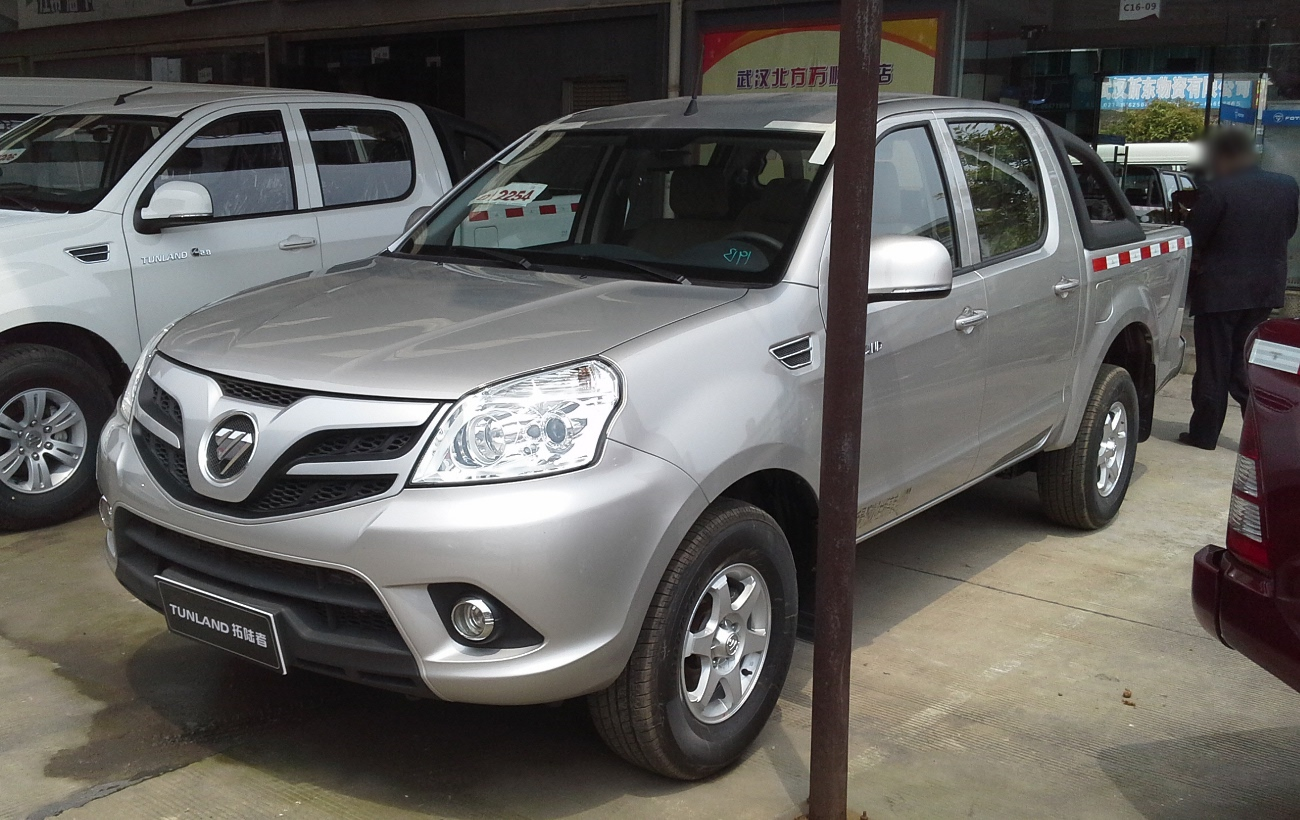
Foton Tunland E3
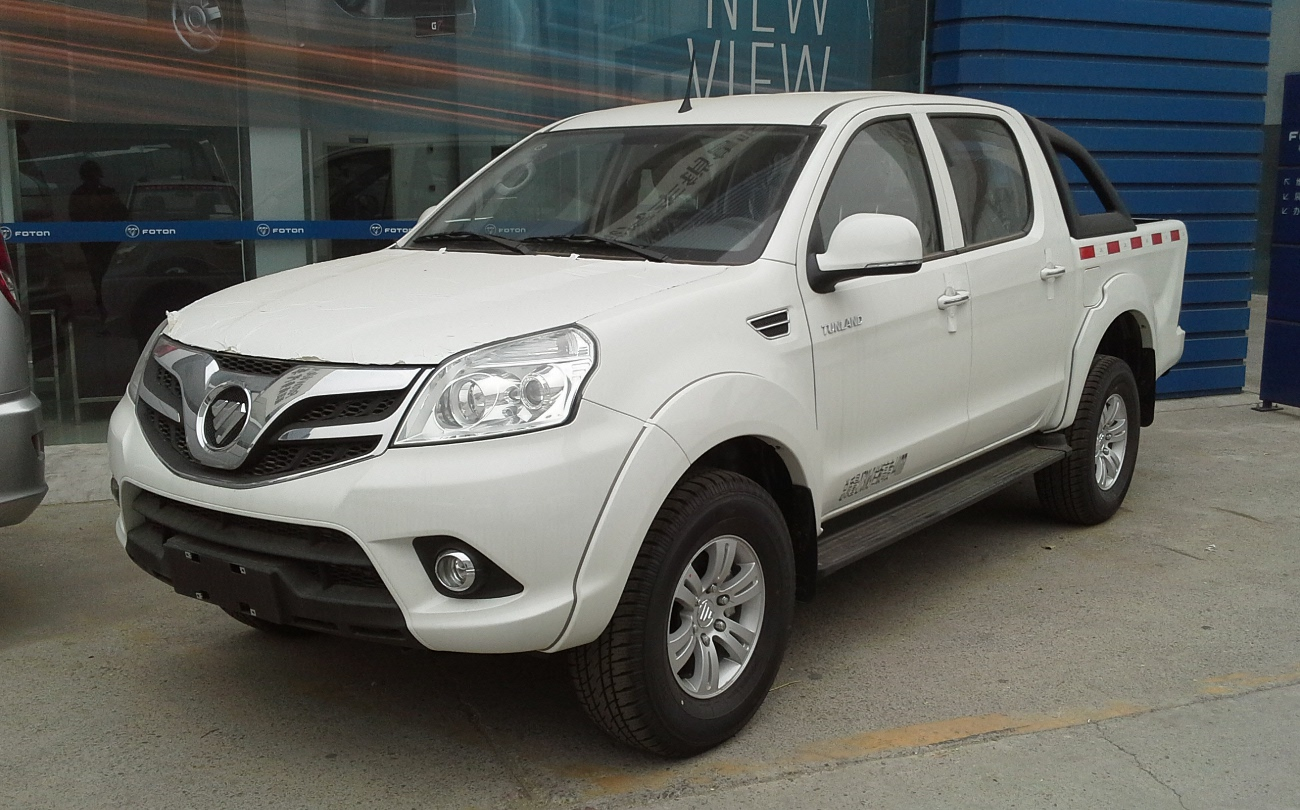
Foton Tunland E5 (вид спереди)
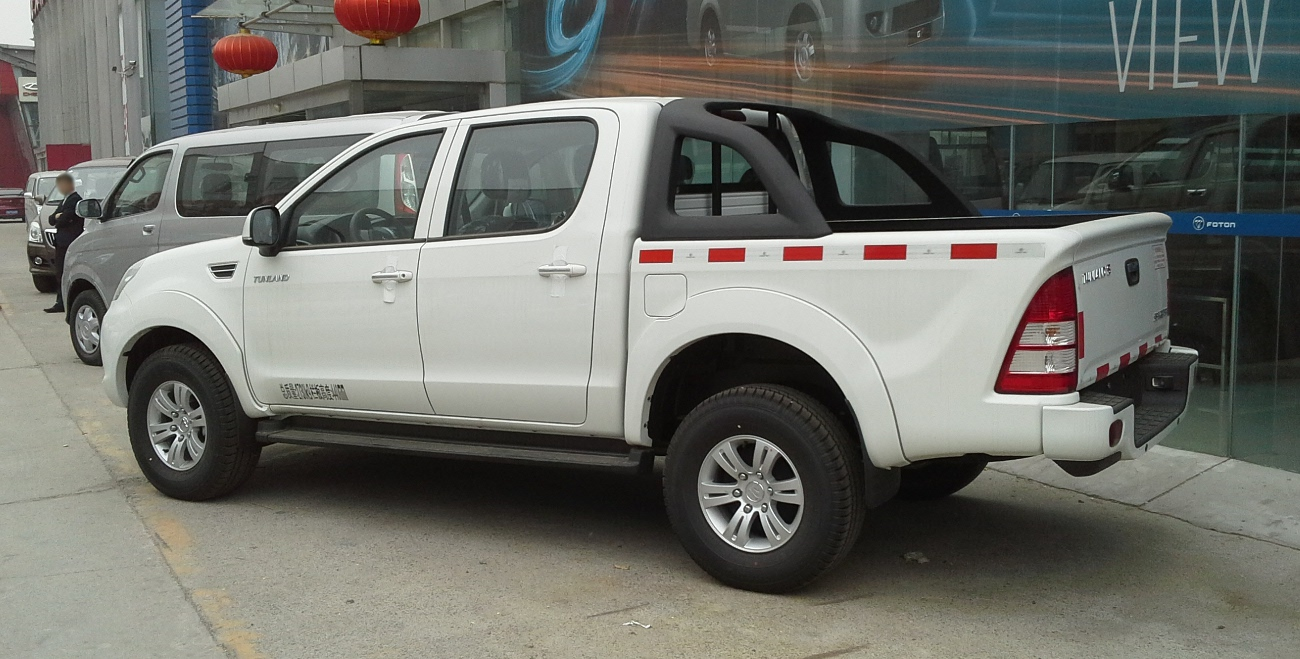
Foton Tunland E5 (вид сзади)
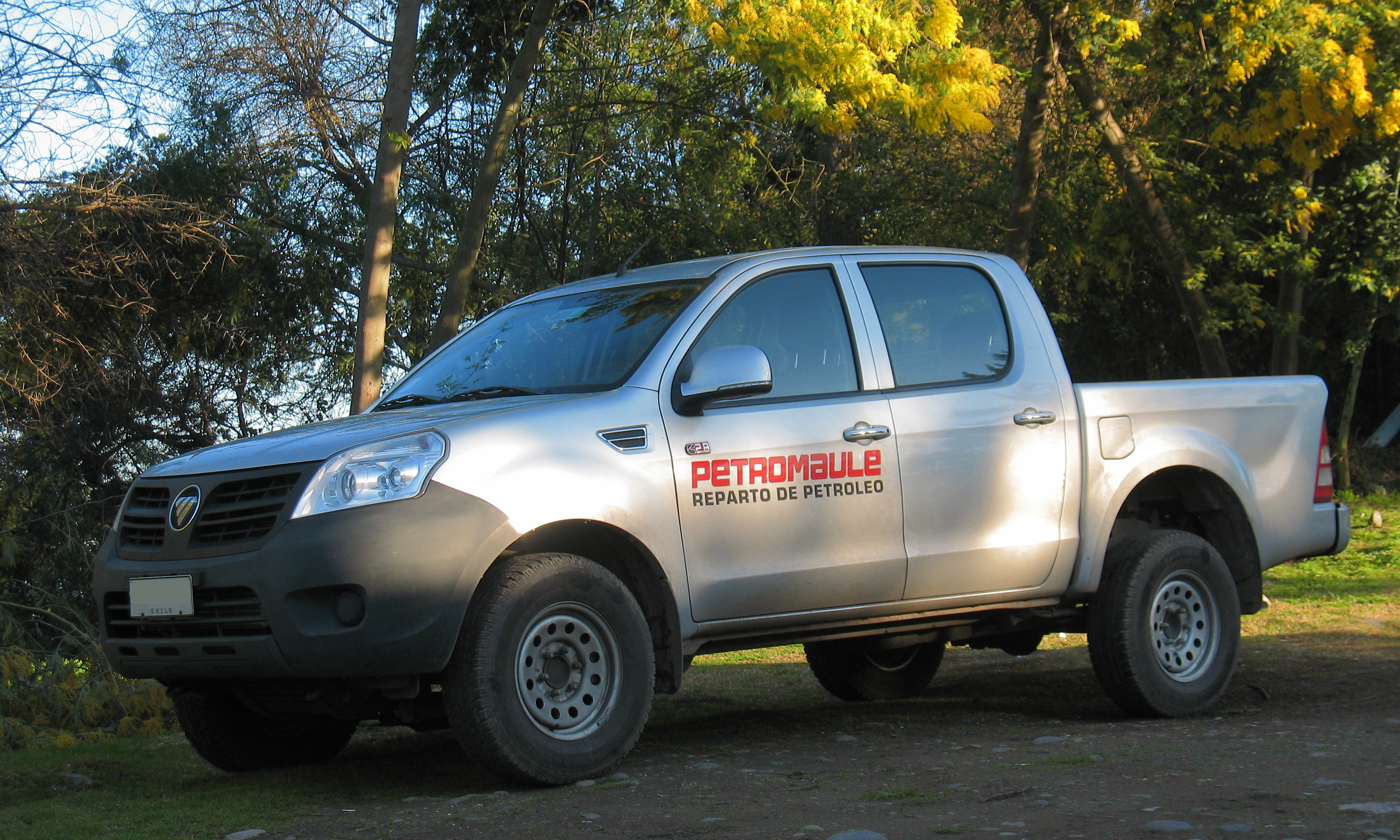
Foton Tunland FT-500 в Чили
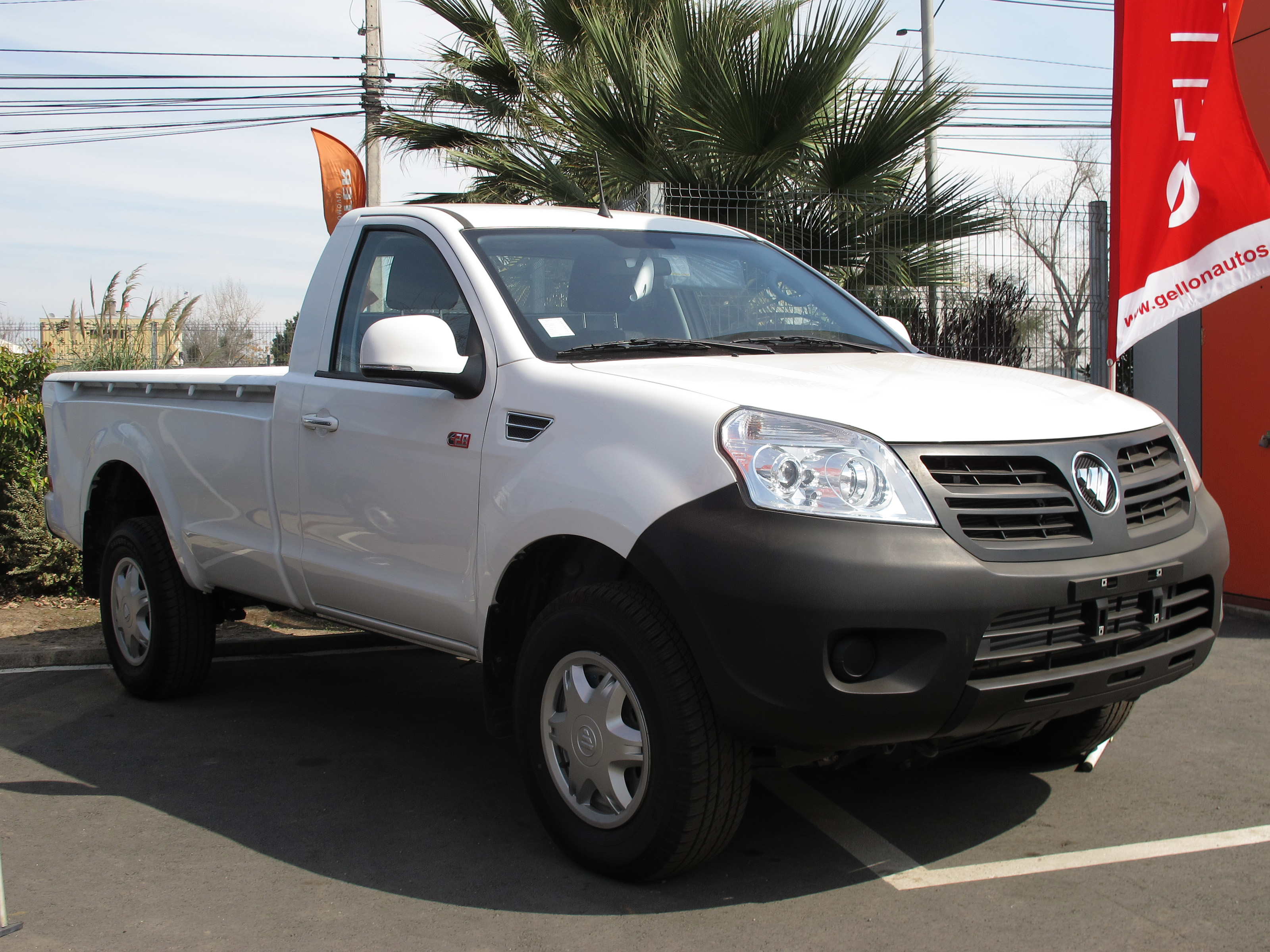
Foton Terracota ST 2.8

## Продажи вТаиланде
| Год  | Продано |
| ---- | ------- |
| 2018 | 62      |
| 2019 | 39      |